# Tân Khai
Tân Khai là xã của tỉnh Đồng Nai, Việt Nam.

## Địa lý
Thị trấn Tân Khai có vị trí địa lý:
- Phía đông giáp xã Tân Quan và xã Phước An
- Phía tây giáp xã Đồng Nơ
- Phía nam giáp phường Minh Hưng, thị xã Chơn Thành
- Phía bắc giáp xã Thanh Bình và xã Minh Đức.

Thị trấn Tân Khai có diện tích 42,75 km², dân số năm 2017 là 15.269 người, mật độ dân số đạt 357 người/km².

## Lịch sử
Trước đây, Tân Khai là một xã thuộc huyện Bình Long cũ.
Ngày 11 tháng 8 năm 2009, xã Tân Khai trực thuộc huyện Hớn Quản vừa tái lập và là huyện lỵ huyện này.
Ngày 16 tháng 10 năm 2018, Ủy ban thường vụ Quốc hội ban hành Nghị quyết 587/NQ-UBTVQH14 (nghị quyết có hiệu lực từ ngày 1 tháng 12 năm 2018). Theo đó, thành lập thị trấn Tân Khai, thị trấn huyện lỵ huyện Hớn Quản trên cơ sở toàn bộ 42,75 km² diện tích tự nhiên và 15.269 người của xã Tân Khai.

## Hành chính
Thị trấn Tân Khai được chia thành 7 khu phố: 1, 2, 3, 5, 6, 7, Tàu Ô.